# Cyphomyrmex podargus
Cyphomyrmex podargus é uma espécie de inseto do gênero Cyphomyrmex, pertencente à família Formicidae.

## Distribuição
São encontradas na Jamaica.